# كارول كاسترو
كارول كاسترو (بالبرتغالية: Carol Castro‏) هي عارضة وممثلة برازيلية، ولدت في 10 مارس 1984 في البرازيل.

## وصلات خارجية
- كارول كاسترو على موقع IMDb (الإنجليزية)
- كارول كاسترو على موقع أول موفي (الإنجليزية)
- كارول كاسترو على موقع قاعدة بيانات الفيلم (الإنجليزية)
- كارول كاسترو على موقع كينوبويسك (الروسية)